# Stromatolit
Stromatolit (grščina: στρώμα strōma 'plast' in λίθος lithos 'kamen') je kalcitna ali aragonitna skorja na morskem dnu ali pri obali, ki nastaja pri presnovi modrozelenih cepljivk. Glede na notranjo strukturo mikrobialite delimo na stromatolite (v ožjem smislu), trombolite, dendrolite in leiolite. Najbolj znani primeri še nastajajočih stromatolitov so v Hamelin Poolu v Zahodni Avstraliji.